# Antinomisme
 (novembre 2011).
En théologie, l'antinomisme (du grec αντι, « contre » et νομος, « loi ») désigne une doctrine qui considère que le salut ne dépend pas du respect de la loi divine.

## Antinomisme au sens des antiques
Ce terme désigne la pensée de Carpocrate.

### Les carpocratiens
Concernant le philosophe gnostique chrétien Carpocrate, des commentateurs, comme Clément d'Alexandrie et Irénée de Lyon, parlent de « gnosticisme licencieux ». La notice d'Irénée de Lyon dans son Contre les hérésies dit que selon Carpocrate et ses disciples, le monde avec ce qu'il contient a été fait par des anges de beaucoup inférieurs au Père inengendré :

« L’âme donc qui, à l'instar de celle de Jésus, est capable de mépriser les Archontes auteurs du monde, reçoit pareillement une force lui permettant d'accomplir les mêmes actes. Ainsi en sont-ils venus à un tel degré d'orgueil, que certains d'entre eux se disent égaux à Jésus, tandis que d'autres se déclarent encore plus forts que lui... Ils en sont venus à un tel degré d'aberration qu'ils affirment pouvoir commettre librement toutes les impiétés, tous les sacrilèges. Le bien et le mal, disent-ils, ne relèvent que d'opinions humaines. Et les âmes devront de toute façon, moyennant leur passage dans des corps successifs, expérimenter toutes les manières possibles de vivre et d'agir... À les en croire, Jésus aurait communiqué des secrets à part à ses disciples et apôtres, et il leur aurait demandé de les transmettre à part à ceux qui en seraient dignes et auraient la foi. C'est en effet par la foi et l'amour qu'on est sauvé ; tout le reste est indifférent ; selon l'opinion des hommes, cela est appelé tantôt bon, tantôt mauvais, mais en réalité il n'y a rien qui, de sa nature, soit mauvais. »

## Antinomisme au sens des protestants
"Antinomisme" est un terme utilisé tout d'abord par Luther et d'autres protestants du XVIe siècle pour critiquer les courants qui détournaient de son sens la conception de justification par la foi en s'opposant à toute notion d'autorité ou de loi. Pour Luther, si la grâce de Dieu est l'unique source du salut du chrétien, elle ne le dispense pas d'obéir à Dieu ou aux autorités humaines. En 1539, Luther était en conflit avec Johannes Agricola, lequel enseignait, se fondant sur la suprématie de la grâce, l'indifférence à l'égard de la loi et affirmait son inutilité pour le croyant, et tirait de ce principe l'indépendance de la vie religieuse à l'égard de la morale.

## Antinomisme au sens de la science des religions
L'usage du terme s'est étendu au-delà du protestantisme et peut désigner la position des membres d'un groupe religieux particulier qui ne se sentent pas tenus d'obéir aux lois déterminées par leurs propres autorités religieuses. L'Antinomisme affirme que l'obéissance n'est pas nécessaire au salut. Il peut rejeter à la fois la loi religieuse (les commandements de la Bible), la loi éthique (la distinction du bien et du mal), la loi cérémonielle - les cultes, les rites - la loi sociale (les traditions et règles) entre autres - et plus rarement la loi naturelle (les désirs instinctifs).

## Le Libre-Esprit
Le mouvement spirituel des Frères du Libre-Esprit, entre le XIIe et le  XVIe siècle, est nettement antinomiste. Il a été condamné maintes fois par l'Église, et souvent lié au sort des béghards et béguines. Clément V, dans sa lettre de 1311 à l'évêque de Crémone, Rainero de Casulis, « contre la secte du Libre-Esprit », s'élève contre « un certain nombre d'hommes et de femmes, tant membres d'un ordre religieux que laïques, qui veulent introduire dans l'Église un genre de vie abominable, qu'ils appellent la liberté de l'esprit, c'est-à-dire la liberté de faire tout ce qui leur plaît ». On trouve chez eux des affirmations telles que celles-ci qu'a relevées Auguste Jundt dans son ouvrage Histoire du panthéisme populaire au moyen âge et au XVIe siècle, en 1875 : « Ceux qui sont menés par l'Esprit de Dieu ne sont plus sous la loi, La simple fornication n'est pas un péché » « L'homme peut atteindre dès l'existence actuelle un tel degré de perfection qu'il devient incapable de pécher et qu'il ne peut plus faire aucun progrès dans la grâce divine, L'âme parfaite donne congé à toutes les vertus » , « L'homme parfait n'est point tenu d'obéir aux commandements de Dieu, entre autres à celui qui impose le respect des parents. En vertu de cette liberté, il est également dispensé de suivre les préceptes des prélats et les statuts de l'Église »